# Kanton Le Vauclin
Kanton Le Vauclin is een voormalig kanton van het Franse departement Martinique. Kanton Le Vauclin maakte deel uit van het arrondissement Le Marin en telde 8.818 inwoners in 2007. Het kanton had een oppervlakte van 39,06 km² en een dichtheid van 226 inwoners per vierkante kilometer. Het werd zoals alle kantons van Martinique opgeheven op 1 januari 2016.

## Gemeenten
Het kanton Le Vauclin omvatte uitsluitend de  gemeente Le Vauclin.